# Монморанси, Анн-Луи-Рауль-Виктор де
Анн-Луи-Рауль-Виктор де Монморанси (фр. Anne-Louis-Raoul-Victor de Montmorency; 14 декабря 1790, Золотурн — 18 августа 1862), герцог де Монморанси — французский аристократ, последний представитель линии Монморанси-Фоссё в мужском колене.

## Биография
Сын Анна-Шарля-Франсуа де Монморанси и Анны Луизы Каролины де Гойон де Матиньон.
Родился в эмиграции. Вернулся во Францию вместе с отцом в период Консульства. В 1807 поступил добровольцем в гусарский полк, за три года стал младшим лейтенантом, лагерным адъютантом маршала Даву, а затем офицером для поручений при императоре. Слабое здоровье вынудило его покинуть военную службу и выйти в отставку в чине шефа эскадрона. 25 ноября 1813 был назначен камергером Наполеона. 
В 1815 и 1820 адъютант герцога Орлеанского, произведен в полковники кавалерии. После этого жил как частное лицо.
Был последовательно произведен в рыцари и офицеры ордена Почетного легиона, а в 1815 Людовик XVIII пожаловал его в рыцари ордена Святого Людовика.
В марте 1821 женился на вдове своего дяди Анна-Жозефа-Тибо Эуфемии Теодоре Валентине де Арши (1787—1858). Детей в этом браке не было, и титулы дома де Монморанси перешли к потомству сестры герцога, Анн-Луизы Шарлотты де Монморанси (1810—1858) и герцога Наполеона-Луи де Талейрана (1811—1898).